# Basarán
Basarán es una localidad despoblada española, perteneciente al municipio de Broto, en la comarca de Sobrarbe, provincia de Huesca, Aragón.

## Geografía
Se encuentra en sobrepuerto de Broto. No tiene carreteras ni vías asfaltadas para su acceso, aunque se puede llegar con vehículos hasta Bergua y hacer el resto de la subida andando. Por su ubicación geográfica es el pueblo más al oeste de la Comarca del Sobrarbe, aunque social y geográficamente había pertenecido de siempre a los alrededores naturales del Sobrepuerto. Los pueblos más cercanos son Cortillas y Otín, que ya son del municipio de Biescas, de donde también se puede llegar por pista de tierra.
Se encuentra poco más de 1 km aguas arriba de la desembocadura del barranco de la Pera (que baja de Sasa) en el barranco de Forcos.

## Demografía
| Gráfica de evolución demográfica de Basarán entre 1842 y 1920 |
| |
| Población de derecho según los censos de población del INE Población de hecho según los censos de población del INEEntre el censo de 1857 y el anterior, crece el término del municipio porque incorpora a Escartín y Otal Entre el censo de 1930 y el anterior, este municipio desaparece porque se agrupa en el municipio Bergua Basarán |

## Monumentos
En vez de ser abandonada, la iglesia románica de Basarán fue excepcionalmente trasladada piedra a piedra y reconstruida en el valle de Tena para exhibirla en la estación de esquí de Formigal. Tiene dos ábsides, cosa única entre las iglesias románicas de Aragón. La nave central era originalmente de una planta, pero ampliaciones posteriores en los siglos XVI y XVII la alteraron.
El pueblo también tenía dos ermitas, dedicadas a San Blas y la Virgen.